# Albero di maggio

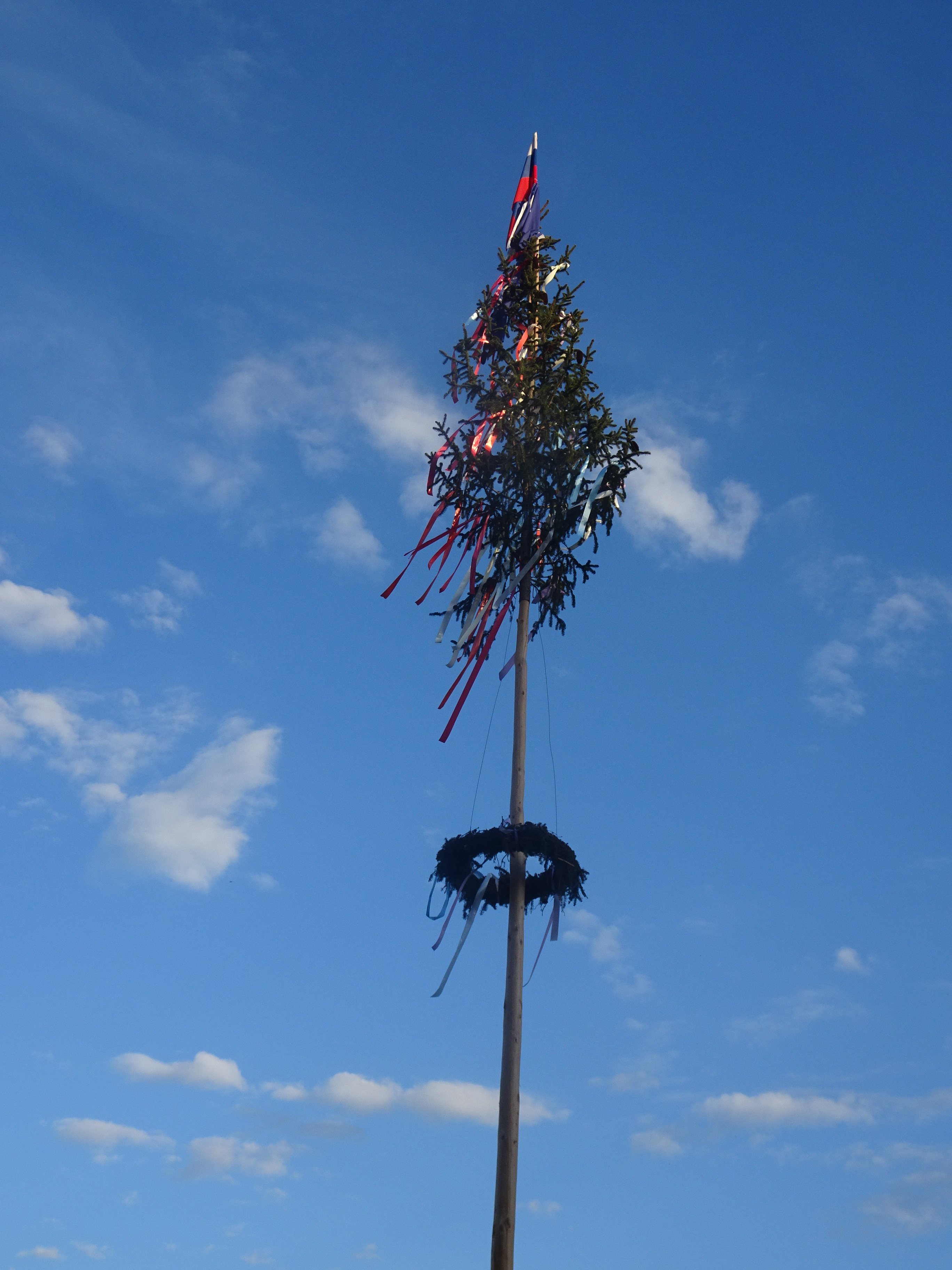
Albero del 1º Maggio in Slovenia

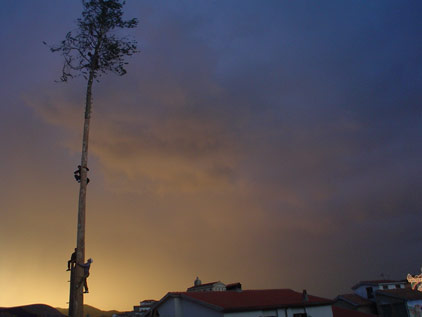
Maggio di Accettura in Basilicata

L'albero di maggio o del maggio è un albero tagliato dal bosco che s'innalza nei villaggi in occasione di Calendimaggio; le varianti più comuni includono un palo di legno decorato, un alberello, fronde di albero o ghirlande attaccate di fronte alle singole case; in altri casi l'albero è portato di porta in porta; la credenza è che lo spirito dell'albero, che è benevolo, elargisca doni e fortuna; le manifestazioni recenti sono residui di un culto degli alberi ben più frequente in passato.
L'albero di maggio è, secondo James Frazer, all'origine del gioco chiamato albero della cuccagna.

## Gran Bretagna

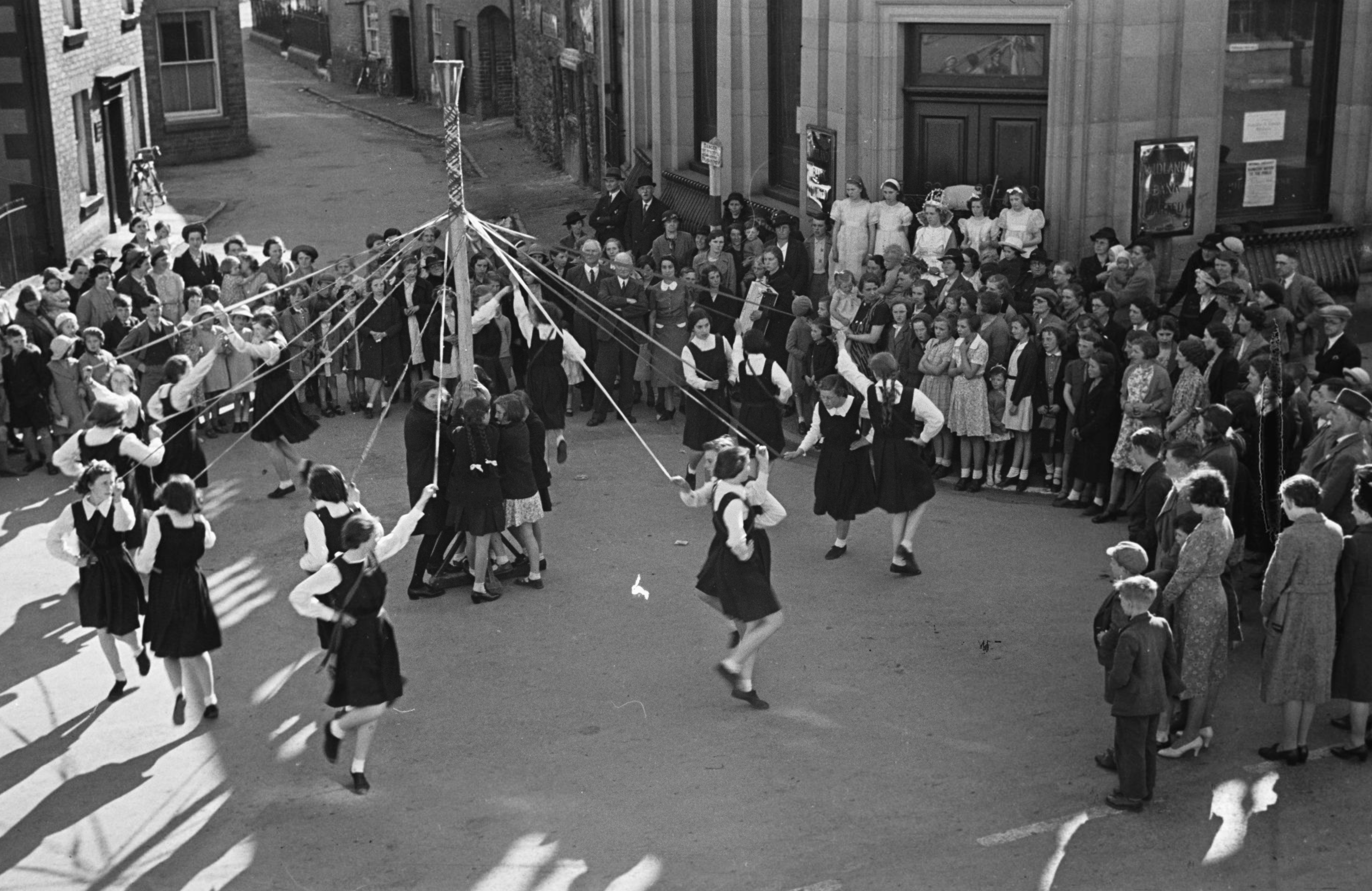
Un palo di maggio a Llanfyllin, nel Galles, il 1 maggio 1941

In Gran Bretagna l'albero di maggio si chiama maypole (‘palo di maggio’). Nel Northamptonshire si piantava un albero davanti a ogni casa; in Cornovaglia si decoravano porte e cortili di fronde, così come nel Nord dell'Inghilterra, dove i ragazzi tra la musica, adornavano con fiori i rami del bosco tagliati a mezzanotte e la mattina seguente li appendevano alle case; ad Abingdon, nel Berkshire (oggi nell'Oxfordshire) si cantavano strofe recando ghirlande da appendere alle porte. Nell'Essex si aggiungeva alla ghirlanda una bambolina vestita di bianco.
In Inghilterra gli alberi piantati nei villaggi potevano restare piantati in permanenza. A Weaverham, nel Cheshire, si trovavano due alberi di maggio, in realtà due pali che a Calendimaggio venivano decorati tutt'intorno con ghirlande mentre in cima veniva posto un piccolo alberello ricco di fronde, scortecciato e incastrato nel palo: l'insieme ricordava un albero ricco di fogliame.

## Irlanda
In alcuni villaggi irlandesi si usava un cerchio inghirlandato, al cui centro pendevano due sfere rappresentati il sole e la luna.

## Italia
Il Maggio di Accettura è una festa popolare che si tiene ogni anno nei giorni di Pentecoste nel comune di Accettura in provincia di Matera, in occasione dei festeggiamenti per il patrono San Giuliano.
Si tratta di un rito arboreo stratificato e complesso espressione del contesto storico, sociale, culturale e religioso della comunità di Accettura. Il Museo dei culti arborei di Accettura tenta di ricostruire la storia e la tipologia dei culti arborei del territorio lucano. Tra i musei etno-antropologici il museo di Accettura è forse unico nel suo genere in Europa, e a rendere ancora più prezioso il lavoro di questo museo c'è il fatto che i culti arborei sono «tipici di pochissime altre località del Mediterraneo». Tra le località che celebrano i maggi e i culti arborei in Basilicata ci sono Accettura, Oliveto Lucano, Pietrapertosa e Castelmezzano, inoltre nella zona del massiccio del Pollino a cavallo tra Basilicata e Calabria vi sono Rotonda, Viggianello, Terranova di Pollino, Laino Borgo, Alessandria del Carretto e Castelsaraceno. In Piemonte nella fattispecie nel Canavese viene innalzato il maggio dai giovani coscritti in Valchiusella e nei centri abitanti di Montalto Dora, Bajo Dora e Calea. ed infine nel resto d'Italia abbiamo altri esempi a Ponte Nossa, Fontanella Grazioli, Pastena, Vetralla, Castel Giorgio, Bajardo, Baiano, Terrasinie a Tornimparte (AQ). In Lombardia, a Bottanuco, piccolo paese dell’Isola Bergamasca la tradizione prevede che i diciottenni dopo aver festeggiato insieme, innalzino una pianta mentre vengono ostacolati dai ragazzi più grandi. 

## Francia
Nella Mayenne i Maillotins, ragazzi di campagna, andavano in giro e in cambio di soldi e bevande, piantavano un alberello o un ramo davanti alle fattorie; a Saverne (Alsazia) c'era un uomo in camicia bianca ma col volto nero di carbone che portava avanti a sé un grosso arbusto mentre altre persone ne portavano di più piccoli mentre uno reggeva una cesta nel quale si radunavano le offerte.
A Bordeaux, il primo maggio, i ragazzi che abitavano nella medesima strada alzavano un albero di maggio inghirlandato e vi ballavano intorno per tutto il mese. Lo stesso avveniva nei borghi della Provenza.

## Russia
Sempre per Calendimaggio, era usanza in Russia tagliare una giovane betulla che poi addobbano con abiti femminili e fiocchi; la betulla è poi piantata davanti a una casa e lì rimane fino a Pentecoste, quando viene gettata in un fiume.

## Svezia

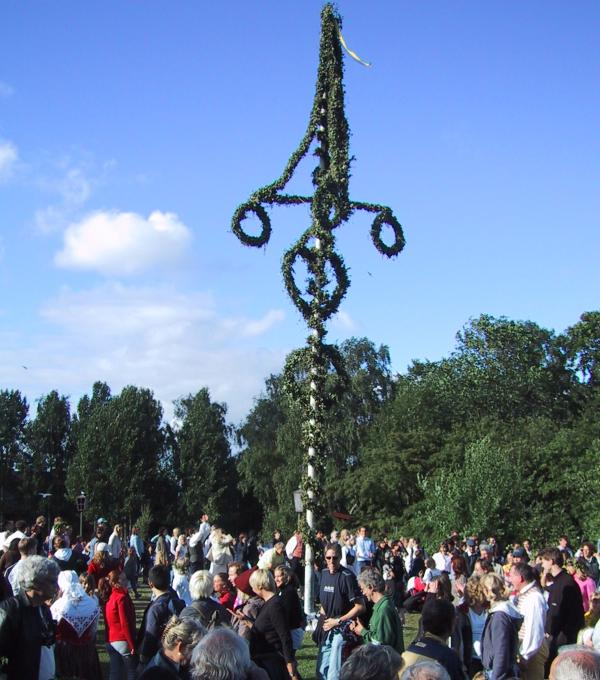
Majstång in Svezia

La vigilia del Calendimaggio, in alcuni villaggi i ragazzi andavano in giro cantando preceduti da un violinista; se le offerte raccolte erano considerate buone, si lasciava un rametto fronzuto sopra la porta di casa; a maggio, ma anche a giugno, si piantano moltissimi pali di maggio (majstånger) e l'evento è celebrato con balli e canti intorno al palo. in alcuni casi, un abete veniva decorato per Calendimaggio e tenuto così fino all'anno successivo, quando era sostituito.

## Germania

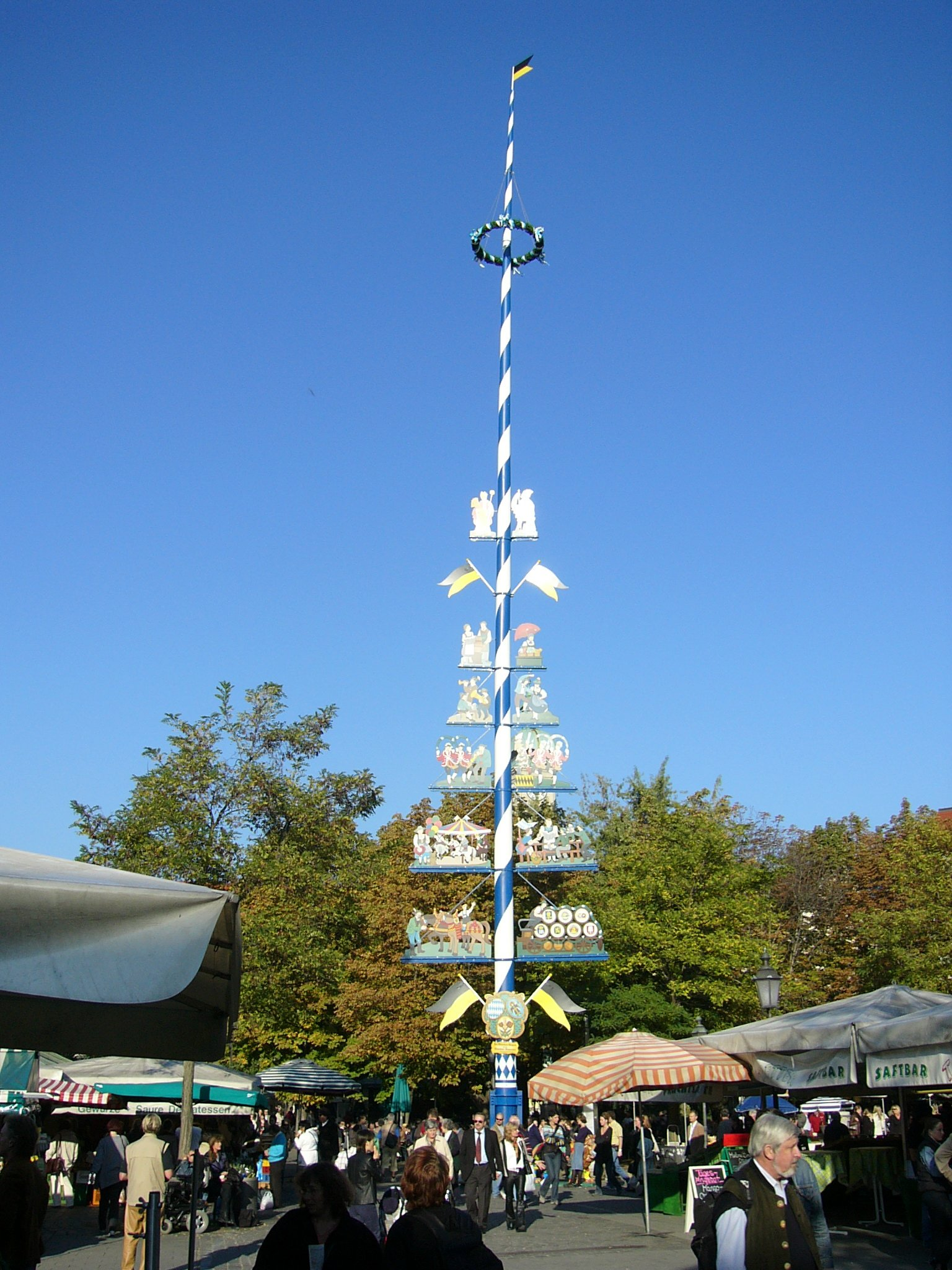
Maibaum in Germania

Ancora vivissime sono in Germania le tradizioni legate al Maibaum (‘albero di maggio’). In alcuni casi la cerimonia si svolgeva a mezz'estate, per esempio nell'Alto Harz. In Sassonia si portavano rami verdi del bosco fin dentro le case, ma un grande palo o albero veniva piantato al centro del villaggio, spesso sfrondato e addobbato solo in cima, dove venivano poste cibarie da raggiungere con difficoltà (da qui si originerebbe il gioco dell'albero della cuccagna, quando non si avvertì più il culto degli alberi); la festa poteva avvenire a Pentecoste e se ne hanno notizie dal secolo XIII.
In Alta Baviera gli alberi di maggio (conifere prese dal bosco) si rinnovavano ogni tre, quattro o cinque anni e decorati con ghirlande bandiere e iscrizioni: importante era la presenza di un ciuffo verde sulla sommità, come segno di vitalità dell'albero stesso; inizialmente infatti era cambiato ogni anno dato che aveva lo scopo di portare lo spirito fecondatore della natura, che si rinnovava ogni primavera, tra la gente; quando questa credenza si perse, si prese a cambiare solo le decorazioni.
Nel Württemberg la domenica delle Palme si mettono in casa delle fronde che poi, l'anno successivo, vengono bruciate.

## Boemia
Nei dintorni di Praga, si staccavano pezzi dai vecchi alberi di maggio alla fine dell'anno e poi venivano posti dietro alle immagini sacre in casa; a Calendimaggio i pezzi del vecchio albero venivano bruciati nel camino.